# Liste d'artistes de synthpop
La liste qui suit comprend des artistes de synthpop, ainsi que des artistes associés au genre à un moment ou un autre de leur carrière. La synthpop est aussi connue sous les noms d'electropop et de technopop,,.
- Haut – A
- B
- C
- D
- E
- F
- G
- H
- I
- J
- K
- L
- M
- N
- O
- P
- Q
- R
- S
- T
- U
- V
- W
- X
- Y
- Z

## A
- AaRON[4]
- ABC[5]
- A-ha[2],[6]
- ALB[7]
- Alfa Rococo[8]
- Alizée[9]
- Marc Almond[10]
- Alphaville[2]
- And One[11]
- Animotion[12]
- Annie[13]
- Architecture in Helsinki[14]
- Art of Noise[5],[15]
- The Assembly[2],[3]
- Associates[16]
- Au Revoir Simone[17]
- Aural Vampire[18]
- Austra[19]
- Aviador Dro[20]
- Awolnation[21]
- Ayria[22]

## B
- Karl Bartos[23]
- Bastille[24]
- Bear in Heaven[25]
- Belanova[26]
- Berlin[3],[27],[28],[29]
- The Big Pink[30]
- The Bird and the Bee[31]
- Bis[16]
- Blancmange[32]
- Blood on the Dance Floor[33]
- B-Movie[5]
- Book of Love[34]
- Bomba Estéreo[35]
- David Bowie[5]
- British Electric Foundation (B.E.F.)[5]
- Bronski Beat[36]
- The Buggles[37]

## C
- Cabaret Voltaire[2]
- Camouflage[38]
- Capital Cities[39]
- Capsule[40]
- Casiokids[41]
- Celebrate the Nun[42]
- Cetu Javu[43]
- Chairlift[44]
- Charli XCX[45]
- Chew Lips[46]
- Chicks on Speed[2]
- China Crisis[47]
- Chris and Cosey[48]
- Christine and the Queens[49]
- Chromatics[50]
- Chromeo[51]
- Chvrches[52]
- Clan of Xymox[2]
- Vince Clarke[3],[5]
- Clean Bandit[53]
- Client[2]
- Com Truise[54]
- The Communards[36]
- Crystal Castles[55]
- The Cure[2]
- Cut Copy[56]

## D
- Étienne Daho[57]
- Dead or Alive[5],[58]
- Delorean[59]
- Depeche Mode[2],[5],[27],[60],[61],[62],[63]
- Deutsch-Amerikanische Freundschaft (D.A.F.)[27]
- De/Vision[64]
- Devo[3]
- Thomas Dolby[2],[5],[27],[65]
- Donkeyboy[66]
- Dragonette[67]
- Dubstar[2]
- Stephen Duffy[68]
- Duran Duran[2],[62]

## E
- Elli et Jacno[69]
- Empire of the Sun[70]
- Erasure[2],[3],[62],[71],[72]
- Eurythmics[2],[27],[62],[73],[74]
- Everything Everything[75]

## F
- Harold Faltermeyer[76]
- Mylène Farmer[77]
- Sky Ferreira[78]
- The Fixx[79]
- A Flock of Seagulls[80]
- FM Belfast[81]
- Fortune[82]
- Foxes[83]
- John Foxx[27],[84]
- Frankie Goes to Hollywood[5],[58],[72]
- Freezepop[85]
- Freur[5],[86]
- Frida Gold[87]
- Martin Fry[3]
- Future Bible Heroes[88]
- Future Islands[89]

## G
- Ricky Gervais[90]
- Glasperlenspiel[91]
- Glass Candy[92]
- Go West[93]
- Gold[94]
- Goldfrapp[2]
- Ellie Goulding[95]
- Grimes[96]
- Gwenno[97]
- Gypsy & The Cat[98]

## H
- Paul Haig[99]
- Yasmine Hamdan[100]
- Paul Hardcastle[101]
- Calvin Harris[102]
- Imogen Heap[103]
- Heaven 17[3],[104]
- Heartsrevolution[105]
- Rupert Hine[106]
- Hooverphonic[107]
- Trevor Horn[2]
- Hot Chip[62]
- The Human League[2],[3],[5],[27],[62],[108]
- The Hundred in the Hands[109]
- Hurts[2]
- Hyphen Hyphen[110]

## I
- I Blame Coco[111]
- iamamiwhoami[112]
- Icehouse[113]
- Icona Pop[114]
- Indochine[115]
- INXS[116]

## J
- Japan[5],[27]
- Jean Michel Jarre[117]
- Howard Jones[118]
- Julien-K[119]
- Junior Boys[120]
- Juveniles[121]

## K
- Kajagoogoo[5],[27]
- Kazaky[122]
- Nik Kershaw[123]
- Kesha[124]
- The Killers[62]
- Killing Joke
- Kissing the Pink[125]
- The Knife[62],[126]
- Kraftwerk[2],[127]
- KSM[128]
- Kyary Pamyu Pamyu[129]

## L
- Lady Gaga[130],[131]
- Ladyhawke[62]
- Ladytron[2],[132]
- Laid Back[133]
- Lali Puna[134]
- Lamb[2]
- Level 42[135]
- Lights[136]
- Little Boots[2]
- Little Dragon[137]
- LMFAO[138]
- Tove Lo[139]
- Lo-Fi-Fnk[140]
- Lorde[141]

## M
- M[3]
- M83[142]
- Madeon[143]
- Jean-Pierre Mader
- The Magnetic Fields[144]
- Marina and the Diamonds[145]
- Helen Marnie[146]
- Marsheaux[147]
- Mecano[148]
- Medina[149]
- Men Without Hats[150]
- Metric[151]
- Metro Station[152]
- Metronomy[153]
- Miami Horror[154]
- Midnight Juggernauts[155]
- Miike Snow[156]
- Daniel Miller[2]
- Ministry[157]
- Kylie Minogue[62]
- Miranda![158]
- Miss Kittin[2]
- MNDR[159]
- MØ[160]
- Modern Talking[161]
- Moenia[162]
- Momus[163]
- Barbara Morgenstern[164]
- Giorgio Moroder[165]
- Marc Moulin[166]
- Róisín Murphy[167]

## N
- Yasutaka Nakata[168]
- The Naked and Famous[169]
- Naked Eyes[170]
- Neon Indian[171],[172]
- New Order[3],[62],[173]
- New Young Pony Club (NYPC)[174]
- Niagara[175]
- No Doubt[176]
- Gary Numan[2],[3],[62],[177],[178]

## O
- Of Montreal[179]
- Oh Land[180]
- Orchestral Manoeuvres in the Dark[2],[5],[62],[181],[182],[183]
- Où Est Le Swimming Pool[184]
- Owl City[185]
- Owlle[186]

## P
- Partenaire Particulier[187]
- Passion Pit[188]
- Peaches[2]
- Perfume[189]
- El Perro del Mar[190]
- Pet Shop Boys[2],[5],[191],[192]
- Phoenix[193]
- The Postal Service[194]
- Pram[195]
- The Presets[196]
- Propaganda[197]
- Pseudo Echo[198]
- Purity Ring[199]

## R
- The Radio Dept[200]
- Real Life[201]
- Re-Flex[5]
- Nick Rhodes[3]
- Porter Robinson[202]
- Robots in Disguise[2]
- Robyn[203]
- La Roux[2],[204]
- Röyksopp[205]

## S
- Saint Etienne[2]
- Josef Salvat[206]
- Sandra[207]
- Savage Garden[208]
- Scritti Politti[209]
- Secret Service[210]
- Peter Schilling[211]
- She Wants Revenge[212]
- Sigrid[213]
- Émilie Simon[214]
- Simple Minds[215]
- The Sisters Of Mercy
- Sneaky Sound System[216]
- Soft Cell[2],[5],[27],[217],[218]
- Jimmy Somerville[219]
- Space[220]
- Spandau Ballet[221]
- Sparks[222]
- Tove Styrke[223]

## T
- Talk Talk[5]
- Tears for Fears[27],[224],[225]
- The Teenagers[226]
- Tegan and Sara[227]
- Telefon Tel Aviv[228]
- Telex[2],[3],[27],[229]
- Thompson Twins[2],[5],[230],[231],[232]
- The Ting Tings[233]
- TM NETWORK[234]
- Toro Y Moi[235]
- Trisomie 21
- Trust[236]
- Tubeway Army[2],[3],[27]

## U
- Uffie[237]
- Uh Huh Her[238]
- Ultravox[2],[27],[62]

## V
- Vangelis
- Versa[239]
- Visage[3],[27]
- Vive la fête[240]

## W
- Washed Out[172]
- We Have Band[241]
- Wolfsheim[242]

## Y
- Yazoo[2],[3],[5],[72],[243],[244]
- Years and Years[245]
- Yelle[246]
- Yello[247]
- Yellow Magic Orchestra[2],[27],[248]
- Yppah[249]

### Ouvrages
- (en) Daniel Blythe, The Encyclopaedia of Classic 80s Pop, Allison & Busby, 2002 (ISBN 0-7490-0534-3, lire en ligne)
- (fr) Modulations: une histoire de la musique électronique [« Modulations: A History of Electronic Music: Throbbing Words on Sound »] (trad. de l'anglais par Pauline Bruchet et Benjamin Fau), Paris, Éditions Allia, 2004, 340 p. (ISBN 2-84485-147-9, lire en ligne), « Synthpop », p. 97-98
- (en) Theo Cateforis, Are We Not New Wave? : Modern Pop at the Turn of the 1980s, University of Michigan Press, 2011 (ISBN 0-472-03470-7, lire en ligne)
- (en) Sara Cohen, Decline, Renewal and the City in Popular Music Culture : Beyond The Beatles, Aldershot/Burlington, VT, Ashgate Publishing, 2007, 252 p. (ISBN 978-0-7546-3243-6 et 0-7546-3243-1, lire en ligne)
- (en) Nick Collins, Margaret Schedel et Scott Wilson, Electronic Music, Cambridge University Press, 2013 (ISBN 978-1-1076-4817-3, lire en ligne), chap. 7 (« Synthpop »), p. 91-101
- (en) Catherine C. Fraser et Dierk O. Hoffmann, Pop Culture Germany!: Media, Arts, and Lifestyle, ABC-CLIO, 2006 (ISBN 978-1-85109-733-3, lire en ligne)
- (en) Glenn Gaslin et Rick Porter, The Complete, Cross-referenced Guide to the Baby Buster Generation's Collective Unconscious, Boulevard Books, 1998 (ISBN 978-1-57297-335-0, lire en ligne)
- (en) Holly George-Warren (dir.) et Patricia Romanowski (dir.), The Rolling Stone Encyclopedia of Rock & Roll : Revised and Updated for the 21st Century, New York, Fireside (Simon & Schuster), 2001, 3e éd. (1re éd. 1983), 1114 p. (ISBN 978-0-7432-0120-9 et 0-7432-0120-5, lire en ligne)
- (en) Colin Larkin (dir.), The Encyclopedia of Popular Music, Oxford University Press, 2009, 4e éd. (ISBN 978-0-1953-1373-4, lire en ligne)
- (en) Ian McFarlane, The Encyclopedia of Australian Rock and Pop, Allen & Unwin, 1999 (ISBN 1-86448-768-2, lire en ligne)
- (en) Greg Metzer, Rock Band Name Origins: The Stories of 240 Groups and Performers, McFarland, 2008 (ISBN 978-0-7864-5531-7, lire en ligne)
- (en) Simon Reynolds, Rip It Up and Start Again: Postpunk 1978-1984, Penguin Books, 2006 (ISBN 1-4295-2667-X, lire en ligne)
- (en) Paul Simpson (dir.), The Rough Guide to Cult Pop, Londres, Rough Guides, 2003, 336 p. (ISBN 1-84353-229-8, lire en ligne)
- (en) Steve Sullivan, Encyclopedia of Great Popular Song Recordings, vol. 2, Lanham, Scarecrow Press, 2003 (ISBN 978-0-8108-8296-6, lire en ligne)